# Винченцо Монтела
Винченцо Монтела (на италиански: Vincenzo Montella), роден в Помиляно д'Арко – регион Кампаня на 18 юни 1974 година, е бивш италиански футболист, нападател, и настоящ треньор. В кариерата си като футболист е играл за отборите на Емполи, Дженоа, Сампдория, Рома и Фулъм. За националния отбор на Италия има 20 мача и 3 гола. Бил е треньор юношеските формации на Рома, и на мъжките отбори на Катания, Фиорентина, Сампдория и Милан.
Със своите четири гола в дербито на Рим (Рома – Лацио) от сезон 2001/02 г. държи рекорда за най-много отбелязани голове в един мач в столичното дерби.

## Кариера като футболист
Прави дебюта си с екипа на Емполи. Играе в Емполи от 1990 до 1995 г., като за този период изиграва 51 мача, в които отбелязва 26 гола. След това играе за един сезон в Дженоа, в който отбелязва 21 гола в 34 мача. Последва преминаване в градския съперник Сампдория. За трите години, в които играе за Сампдория, вкарва 54 гола. В резултат бива закупен от Рома, където завършва кариерата си. За десетте сезона с екипа на римските вълци, Монтела изиграва 192 мача и бележи 84 гола. За националния отбор на Италия записва 20 мача и 3 гола.

## Кариера като треньор
Започва треньорската си кариера в юношеските формации на Рома през 2009 г. През 2011 г. е служебен треньор и на първия отбор, преди да бъде заменен от Луис Енрике. На 9 юни 2011 г. е назначен за старши треньор на Катания. През единствения сезон, в който води отбора, Монтела успява да го класира в средата на таблицата. На 11 юни 2012 г. поема Фиорентина. През сезон 2014–15 извежда отбора до полуфиналите в Лига Европа. На 8 юни 2015 г. е уволнен. На 15 ноември 2015 г. е назначен за треньор на закъсалия тогава отбор на Сампдория, като в крайна сметка успява да го спаси от изпадане. На 28 юни 2016 г. е обявено, че Монтела ще бъде новият треньор на Милан.

## Успехи

### Като футболист
Рома
- Шампион на Италия (1): 2000/01
- Носител на Суперкупата на Италия (1): 2001

### Като треньор
Милан
- Носител на Суперкупата на Италия (1): 2016